# أوريل فوس
أوريل فوس (بالألمانية: Aurel Voss)‏ هو أستاذ جامعي ورياضياتي ألماني، ولد في 7 ديسمبر 1845 في ألتونه في ألمانيا، وتوفي في 19 أبريل 1931 في ميونخ في ألمانيا.